# Oversteps
Oversteps es el décimo álbum del grupo de música electrónica Autechre, lanzado por Warp en 2010.
Este álbum, al igual que el anterior, estuvo disponible en formato digital antes que físico, pudiendo ser descargado desde el sitio bleep.com, y desde el iTunes japonés a partir del 22 de febrero de 2010.
El CD y el LP fueron lanzados un mes más tarde, el 23 de marzo.

## Lista de canciones
Todas las canciones escritas y compuestas por Sean Booth and Rob Brown. 
| Oversteps |                                      |          |  |
| N.º       | Título                               | Duración |  |
| 1.        | «r ess»                              | 5:13     |  |
| 2.        | «ilanders»                           | 5:32     |  |
| 3.        | «known(1)»                           | 4:43     |  |
| 4.        | «pt2ph8»                             | 4:10     |  |
| 5.        | «qplay»                              | 4:39     |  |
| 6.        | «see on see»                         | 4:37     |  |
| 7.        | «Treale»                             | 6:05     |  |
| 8.        | «os veix3»                           | 4:38     |  |
| 9.        | «O=0»                                | 4:53     |  |
| 10.       | «d-sho qub»                          | 6:26     |  |
| 11.       | «st epreo»                           | 4:08     |  |
| 12.       | «redfall»                            | 3:49     |  |
| 13.       | «krYlon»                             | 6:09     |  |
| 14.       | «Yuop»                               | 6:22     |  |
| 15.       | «Xektses sql» (Japanese bonus track) | 3:01     |  |